# Stocksdorf (Ehrenburg)
Stocksdorf ist ein Ortsteil der niedersächsischen Gemeinde Ehrenburg in der Samtgemeinde Schwaförden im Landkreis Diepholz in Niedersachsen. 
Das drei Kilometer nordwestlich vom Ortskern von Ehrenburg gelegene Dorf liegt an der L 341. Der Kuhbach fließt östlich in einem Kilometer Entfernung.
Zum Ortsteil Stocksdorf zählen außerdem die Teile Brelloh, Kiebitzheide, Hohenfelde, Hakeberg und Auf dem Barrel.

## Geschichte
Die älteste urkundliche Erwähnung Stocksdorfs geht auf die Jahre 1519/21 zurück.
Am 1. März 1974 wurden die bis dahin selbständigen Gemeinden Schweringhausen, Stocksdorf und Wesenstedt in die Gemeinde Schmalförden eingegliedert. Am 27. April 1976 wurde diese Gemeinde amtlich in Ehrenburg umbenannt.

## Infrastruktur
- Freiwillige Feuerwehr Samtgemeinde Schwaförden Ortsfeuerwehr Stocksdorf[4]
- Kindergarten „Stocksdorfer Wunderkinder“
- Vereine: Schützenverein SV Stocksdorf von 1904 e. V.[5]